# Цислов
Цислов (нім. Zislow) — громада в Німеччині, розташована в землі Мекленбург-Передня Померанія. Входить до складу району Мекленбургіше-Зенплатте. Складова частина об'єднання громад Мальхов.
Площа — 15,84 км2. Населення становить 209 ос. (станом на 31 грудня 2020).